# From Luxury to Heartache
Albums de Culture Club
Waking Up with the House on Fire
(1984) Don't Mind If I Do
(1999)
From Luxury to Heartache est le quatrième album studio de Culture Club sur lequel figure la chanson Move Away.

## Liste des pistes
1. Move Away (O'Dowd/Hay/Moss/Craig/Pickett)
2. I Pray (O'Dowd/Hay/Moss/Craig/Pickett)
3. Work on Me Baby (O'Dowd/Hay/Moss/Craig)
4. Gusto Blusto (O'Dowd/Hay/Moss/Craig/Pickett)
5. Heaven's Children (O'Dowd/Hay/Moss/Craig/Pickett)
6. Move Away (extended) (O'Dowd/Hay/Moss/Craig/Pickett)
7. Go Thank You Woman (O'Dowd/Hay/Moss/Craig/Pickett)
8. Reasons (O'Dowd/Hay/Moss/Craig/Pickett)
9. Too Bad (O'Dowd/Hay/Moss/Craig/Pickett)
10. Come Clean (O'Dowd/Hay/Moss/Craig/Pickett)
11. Sexuality (O'Dowd/Hay/Moss/Craig/Rudetsky)
12. God Thank You Woman (extended) (O'Dowd/Hay/Moss/Craig/Pickett)

## Personnel

### Culture Club
- Boy George : Chant
- Roy Hay : Guitares, claviers
- Michael Craig : Basse
- Jon Moss : Batterie, percussions

### Personnel additionnel
- Michael Rudetsky : claviers
- Phil Pickett : claviers, chœurs
- Lewis Hahn : flûte

### Choristes
- Helen Terry
- Jocelyn Brown
- Ruby Turner
- David Lasley
- Wendell Morrison